# Csomád
Csomád (eslovaco: Čomad) es un pueblo húngaro perteneciente al distrito de Dunakeszi en el condado de Pest, con una población en 2013 de 1546 habitantes.
Se conoce su existencia desde la Edad Media pero, como consecuencia de la batalla de Mohács, la localidad original fue destruida y el lugar fue reconstruido por eslovacos del condado de Hont. Desde finales del siglo XX, el pueblo ha crecido por su ubicación en el área metropolitana de Budapest.
Se ubica unos 5 km al noreste de la capital distrital Dunakeszi.